# 雷森迪科斯塔
雷森迪科斯塔是巴西米纳斯吉拉斯州的一个市镇。总面积631.561平方公里，总人口10537人，人口密度16.7人/平方公里。